# Podstęp swatki
Podstęp swatki (ros. Кето и Котэ; gruz. ქეთო და კოტე) – radziecki czarno-biały, pełnometrażowy film komediowy z 1948 roku wyprodukowany przez Tbiliskie Studio Filmowe w reżyserii Wachtanga Tabliaszwili i Szałwy Giediewaniszwili  na motywach gruzińskiej sztuki Awksentija Cagareli Chanuma.

## Obsada
- Medea Dżaparidze jako Keto
- Batu Kraweiszwili jako Kote
- Petre Amiranaszwili
- Szalwa Ghambaszidze
- Meri Dawitaszwili
- Waso Godziaszwili
- Leila Abaszidze